# مستنطق (مجموعه تلویزیونی)
مستنطق نام یک مجموعه تلویزیونی به کارگردانی عباس جوانمرد و شاپور قریب است که در سال ۱۳۵۶ برای تلویزیون ملی ایران ساخته شد. این مجموعه تلویزیونی، پخش نشد.

## خلاصه داستان
هر قسمت از این مجموعه تلویزیونی پلیسی- جنایی، داستان متفاوتی داشت. هربار حادثه‌ای رخ می‌داد و مستنطق (کارآگاه) به جستجوی کشف جرم و شناسایی مجرم می‌پرداخت.

## بازیگران و عوامل تولید

### بازیگران
- رقیه چهره‌آزاد
- ثریا قاسمی
- آزیتا لاچینی
- گیتی فروهر
- جمشید مشایخی
- رفیع مددکار
- عنایت‌الله بخشی
- جمشید لایق
- محمد مطیع
- غلامحسین لطفی
- پرویز شکری
- عباس جوانمرد
- تورج پژوهان
- بی‌تا محمدی

### عوامل تولید
- کارگردان: شاپور قریب و عباس جوانمرد
- فیلمنامه: پرویز بهرام
- تصویربردار و تدوین‌گر: مهدی قاسم‌خانی
- محصول: تلویزیون ملی ایران
- سال تولید: ۱۳۵۶